# Бокел (Француска)
Бокел (фр. Bosquel) насеље је и општина у североисточној Француској у региону Пикардија, у департману Сома која припада префектури Амјен.
По подацима из 2011. године у општини је живело 295 становника, а густина насељености је износила 31,12 становника/km². Општина се простире на површини од 9,48 km². Налази се на средњој надморској висини од 137 метара (максималној 157 m, а минималној 74 m).

## Демографија
| 1962. | 1968. | 1975. | 1982. | 1990. | 1999. | 2011. |
| ----- | ----- | ----- | ----- | ----- | ----- | ----- |
| 250   | 296   | 254   | 280   | 303   | 293   | 295   |

График промене броја становника у току последњих година